# Mkhiweni
Mkhiweni – inkhundla w dystrykcie Manzini w Królestwie Eswatini.
Według spisu powszechnego ludności z 2007 roku, Mkhiweni miało powierzchnię 500 km² i zamieszkiwało je 23 929 mieszkańców. Dzieci i młodzież w wieku do 14 lat stanowiły ponad połowę populacji (12 683 osoby). W całym inkhundla znajdowało się wówczas dziewięć szkół podstawowych i sześć placówek medycznych.
W 2007 roku Mkhiweni dzieliło się na trzy imiphakatsi: Dvokolwako, Ekutsimleni i Mbelebeleni. W 2020 roku Mkhiweni składało się z pięciu imiphakatsi: Dvokolwako, Kutsimleni, Mbelebeleni, Mnjoli/Likima i Khuphuka/Ngomane. Przedstawicielem inkhundla w Izbie Zgromadzeń Eswatini był wówczas Ndlelayekuphila Masuku.